# Wojciech Blicharski
Wojciech Blicharski (ur. 18 kwietnia 1889 w Petlikowcach Starych, zm. 30 kwietnia 1940 w Katyniu) – polski nauczyciel, porucznik piechoty Wojska Polskiego, ofiara zbrodni katyńskiej.

## Życiorys
Syn Franciszka i Agnieszki z Rybickich urodzony 18 kwietnia 1889 w Petlikowcach Starych, w ówczesnym powiecie buczackim Królestwa Galicji i Lodomerii. Absolwent seminarium nauczycielskiego w Tarnopolu. Powołany do armii austriackiej. Walczył na froncie włoskim. W 1917 został ranny. Był wówczas jednorocznym ochotnikiem tytularnym kapralem w 1. kompanii c. i k. Pułku Piechoty Nr 7. W tym pułku został mianowany porucznikiem rezerwy ze starszeństwem z 1 lutego 1918 w korpusie oficerów piechoty. W listopadzie 1918 został internowany przez Ukraińców.
Po uwolnieniu (15 czerwca 1919) wstąpił do Wojska Polskiego. Brał udział w wojnie 1920 r. W 1920 dowódca kompanii 29 pułku piechoty, a w 1921 referent oświatowy 10 Dywizji Piechoty. 28 października 1921 został przeniesiony do rezerwy. W 1934, jako oficer stanu spoczynku pozostawał w ewidencji Powiatowej Komendy Uzupełnień Tarnopol. Posiadał przydział do Oficerskiej Kadry Okręgowej Nr VI. Był wówczas w grupie oficerów „powyżej 40 roku życia”. W 1936 był kierownikiem Publicznej Szkoły Powszechnej w Mikulińcach, a później w Tarnopolu. 
W czasie kampanii wrześniowej 1939, po agresji ZSRR na Polskę, w nieznanych okolicznościach dostał się do niewoli sowieckiej. Osadzono go w obozie jenieckim w Kozielsku. 28 kwietnia 1940 został przekazany do dyspozycji naczelnika smoleńskiego obwodu NKWD. 30 kwietnia 1940 został zamordowany przez funkcjonariuszy NKWD w lesie katyńskim i tam pogrzebany w bezimiennej mogile zbiorowej, gdzie od 28 lipca 2000 mieści się oficjalnie Polski Cmentarz Wojenny w Katyniu. W miejscu tym prowadzone były ekshumacje i prace archeologiczne. W 1943 ciało Wojciecha Blicharskiego zostało zidentyfikowane w toku ekshumacji prowadzonych przez Niemców pod numerem 187 (raport dzienny z 15 kwietnia 1943, nr 187), a przy zwłokach znaleziono: pozwolenie na broń, kopertę, fotografię z jego nazwiskiem na odwrocie, a także z napisem „pisz do mnie przez komendanta obozu Kozielsk” data 18.IV.1940 r. „8 /?/ 1940 r. moja żona z Tarnopola wysłała mi paczkę”, ks. wojskową oraz jego pismo z 18 kwietnia 1940 do komendanta Obozu w Kozielsku. Figuruje na liście wywózkowej 052/1 z 27 kwietnia 1940 oraz liście Komisji Technicznej PCK pod numerem 0187.
Był żonaty.

## Ordery i odznaczenia
- Krzyż Walecznych[1]
- Srebrny Krzyż Zasługi – 11 listopada 1936 „za zasługi na polu pracy pedagogicznej, oświatowej i społecznej”[6]
- Brązowy Medal Zasługi Wojskowej na wstążce Krzyża Zasługi Wojskowej[16]
- Srebrny Medal Waleczności[16]
- Brązowy Medal Waleczności[16]
- Krzyż Wojskowy Karola[16][17]

## Upamiętnienie
5 października 2007 minister obrony narodowej Aleksander Szczygło mianował go pośmiertnie na stopień kapitana. Awans został ogłoszony 9 listopada 2007 w Warszawie, w trakcie uroczystości „Katyń Pamiętamy – Uczcijmy Pamięć Bohaterów”.